# Dębowa Góra (Roztocznik)
Dębowa Góra – przysiółek wsi Roztocznik w Polsce, położony w województwie dolnośląskim, w powiecie dzierżoniowskim, w gminie Dzierżoniów.
W latach 1975–1998 przysiółek należał administracyjnie do województwa wałbrzyskiego.